# معركة سنحاريب (لوحة)
مَعرَكة سِنحارِيب (بالايطالية: Battaglia di Sennacherib)، لَوحة زَيتية بريشة الرَسام الباروكي تانزيو دا فارالو، رَسمها بين 1629-1630. يُصَور العَمل أسطورة تَوراتية مَفادُها ان الله ارسلَ ملاكًا ليُدَمرَ جَحافِلَ جَيش الملك الآشوري سَنحاريب أثناء حِصاره للقُدس (701 ق.م). اللوحة ضِمن مُقتَنيات كنيسة بازيليك سان جاودينزيو في نوفارا، إيطاليا.

## الاسطورة
وصفُ هذه الأسطورة في سَفر المُلوك الثاني. كان المَلك الآشوري سِنحاريب، قد حاصرَ القُدس وقررَ تَدمِيرَها. دعا ملك يهوذا، حزقيا إلى التَدخُل الإلهي للدِفاع عن المَدينة، بَينما تمَ إيواء الجَيش الآشوري تَحتَ أسوار القُدس. سُمِعَت صَلاة حزقيا، كما تنبأ إشعيا: 
«في تِلكَ الليلة نزلَ مَلاكُ الرَبْ وضربَ في محلة الآشوريين مائة وخمسة وثمانين ألفَ رجل. فلما استيقظَ الناجون في الصَباح إذا كانوا الجَميع أمواتًا» (سَفر المُلوك الثاني؛ 19:35).
بَعدَها رفعَ سنِحاريب الحِصار وعادَ إلى نَينَوى. يُعتَبَر هَذه المَوضوع حَلقة نادرِة إلى حد ما في الرَسم، ولكن كانَ لَهُ سابِقة لامِعة لاشهَر رَسامي الباروكية، بيتر بول روبنس (1612-1614م).

## التاريخ
في عام 1627، كلف أوتافيو نازاري، أحد افراد طبقة نوفارا الأرستقراطية، تانزيو بتزيين كنيسة عائِلته بلوحات جِدارية، تَقع داخِل كنيسة بازيليك سان جاودينزيو، مُكرسة للمَلاك الحارِس. أيضًا تمَ عمل رسم تَخطيطي أحادي اللون مسبقًا لتقديمه لمَوافقة العَميل على المَشروع النِهائي، وقد تم الاحتفاظ بهذا الأخير لحُسن الحَظ وهو اليوم جزء من مَجموعات نوفارا الفنية.

## الوصف والأسلوب
هَبَطَ مَلاكُ الرب من فوق السَماء بِقفزة (قَفزة مُتسلق جَبال، في وصف الناقِد والباحث الفَني جيوفاني تيستوري) لأنزال المَوت على الجَيش الغازي. ويلاحظ أنه فيما يتعلق بالرسم الأولي، فإن المًتغير الوحيد البارز حقًا هو حَركة المَلاك المُنتَقِم. في الرَسم الأولي، ينزل المَلاك أثناء الطيران وفقًا لتَصَور مألوف إلى حد ما في لَوحات القرن السابع عشر، كما يَحدث في لوحة روبنز «مَعركة سنحاريب»، أو ربما بشكل أكثر تشابهًا، في لوحة غودينزيو فيراري «استشهاد سانت كاترين».
يزيد الاختيار التركيبي المختلف للنسخة النهائية بشكل فعال من الإحساس بالهيمنة والمهمة المُفاجئة التي لا هوادة فيها للمَلاك المُنتَقِم المُرسلة من السماء على الآشوريين الذين يُصَوِرَهُم الفَنان مَحبوسِين في مَجموعة مُتشابكة من الأجساد، مَجموعة يغمُرهم الفَزع.
لفَصل المَلاك عن جُنود المَلك سنحاريب المَذعورين، بالقرب من المَجزرة، هُناك سَماء ليلية من ذات لَون رَصاصي تبرُز فيها المَناظر الطبيعية بصورة شَبحية، وهو مكان يعزز الإحساس بالكارثة والموت الذي يتخلل العَمل. بالنسبة لهذا الجانب، ربما تكون لوحة تانزيو رد فعل على المُنبهات التي أثارتها لوحة «الحُكم الأخير» لمورازون، هي لوحة مَوجودة فَي نَفس مَكان العَمل (كَنيسة بازيليك سان جاودينزيو)، لوحة ساد عَلى طابِعِها اليأس المُرعب.
في تَصوير الفَنان للكتلة المأساوية من الجُثث المُكَدسة (بَعضوها عَلى وشكِ المَوت)، أشارة إلى الطاعون اللإيطالي عام 1630، الوَباء الرَهيب الذي ذكره مانزوني بعد ذلك بقرن مِن الزَمن، الوَباء الذي دمر مَدينة نوفارا.
أيضا في هذا الجَزء من اللوحة، تم الأستِلهام من تركيبات أخرى مُحتملة مُستمدة من الأعمال التي ربما يَكون تانزيو قَد شاهَدها ليس فقط في روما، ولكن أيضًا في نابولي.عَلى سَبيل المَيثال المُحارب الآشوري المُلقى عَلى الأرض والذي يَنفجر في صَرخة يائِسة وَسط الجُثث، يمكن للمرء أن يرى الرأس فقط، يَشبَه المُحارب الروماني الذي سَحقه لوح قبر المَسيح في لوحة «قيامة المَسيح» لجورجو فاساري، في كنيسة سانتانا دي لومباردي في نابولي. على اليسار، الشَخص المُستلق الذي يَرفع ذِراعه إلى أعلى في إيماءة غريزية للحماية (ربما يكون سنحاريب نفسه) بينما يحميه الجُندي ذو الرداء الصفراء، يبدو ودودًا يَشبَه الكاهن المَصري الذي يظهر في وسط «اللوحة الجدارية» بريشة فيرا فينزوني، يصور الحلقة التي يظهر فيها موسى بأعجوبة ثعبان من البرونز، وهو جزء من زخرفة درج كَنسية لاتران المٌقدس.
إن الأفكار التركيبية للعَمل، كما ذكر الأخير، تأتي جميعها من أعمال متواضعة نسبيًا يعيد تانزيو تجميعها بموهبة مُختلفة تمامًا كفنان، مِما يُعطي الحَياة لتُحفة أصيلة من تُحف القرن السابع عشر.

## سنحاريب وجيريكو

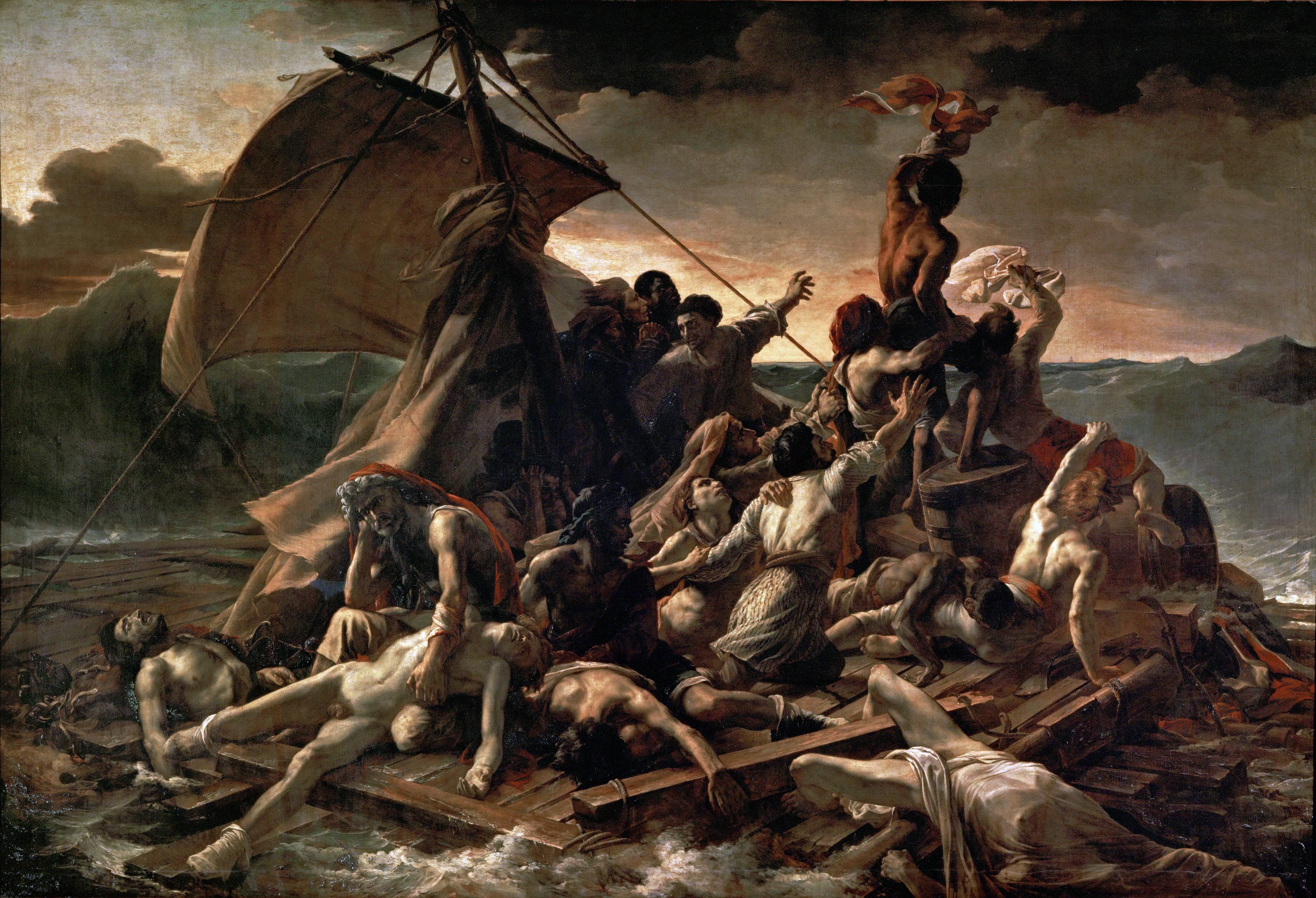
"طوافة ميدوسا" بريشة تيودور جيريكو. 1818-1819، متحف اللوفر، باريس.

بَينَ الناقِد والباحث الفَني جيوفاني تيستوري في مقاله لَهُ، التشابه بين لوحة «مَعركة سِنحاريب» لتانزيو، ولوحة «طوافة ميدوسا» الشَهيرة للرَسام الفرنسي تيودور جيريكو.
صاغ الباحث في ميلانو فرضية مفادها أن أوجه التشابه التركيبية بين اللوحتين قد تكون نتيجة مَعرفة الرَسام الرومانسي تيودور جيريكو ودراسته لتُحفة تانزيو. في الواقع، في أحد المَعارض الفَنية عن جيريكو في عام 1953، تم عرض لوحة صغيرة للرسام الفرنسي تصور مَعركة سِنحاريب، كما هو موضح في كتالوج المَعرض، والمشار إليها في تلك المناسبة كنسخة مأخوذة من عَمل لرسام لومباردي من القِرن السابع عشر.
المَوضوع النادر للوحة والمؤشرات حول أصل وعمر اللوحة المَنسوخة (جنبًا إلى جنب مع أوجه التشابه الملحوظة بين تحفة اللوفر ولوحة سان جاودينزيو) لقد أضفوا الشرعية على الفرضية القائلة بأن هذه الصورة الصغيرة التي رسمها جيريكو مأخوذة من مَعركة سنحاريب لتانزيو.

## المَعرض

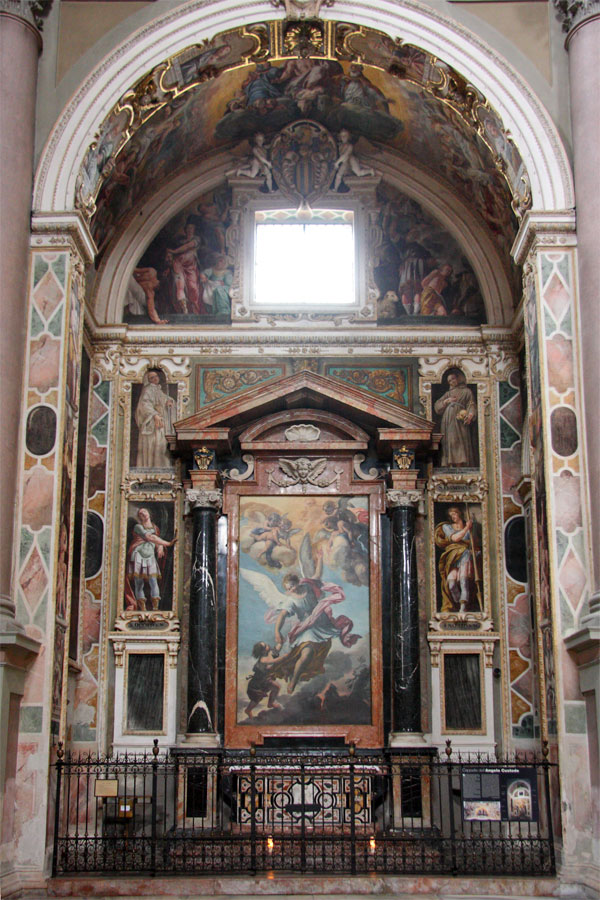
كنيسة الملاك الحارس، نوفارا، في الوسط، لوحة المَذبح التي رسمها جيسينتو براندي (حوالي 1680)، محاطة بلوحات جدارية لتانزيو دا فارالو. غير مرئية هي "مَعركة سنحاريب" التي تقع على الحائط على يسار المذبح.
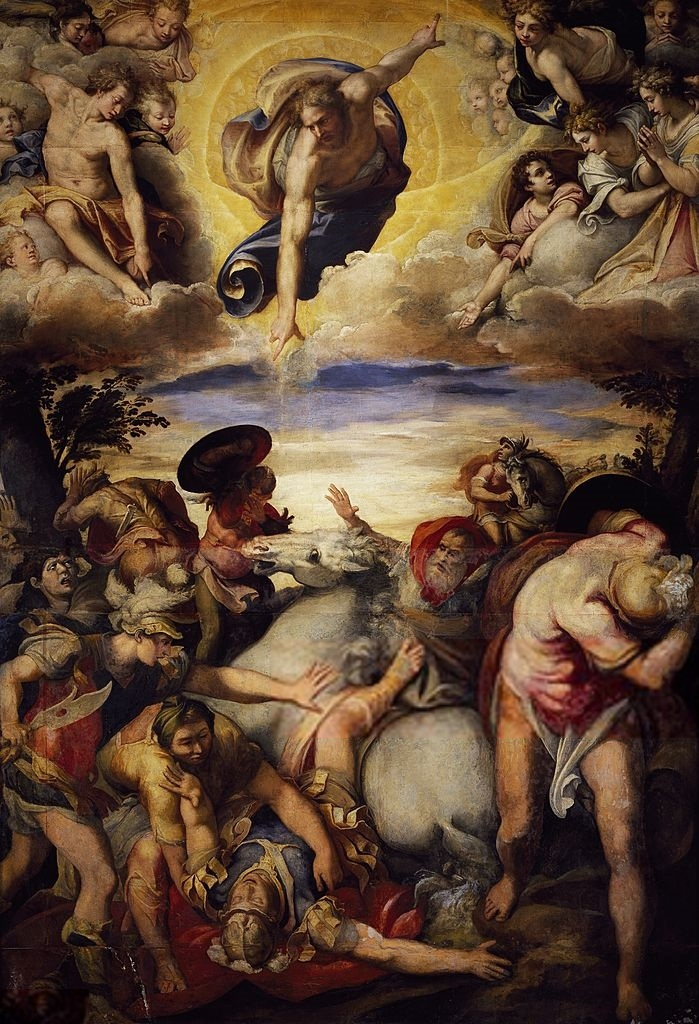
تحويل شاؤول، بريشة تادو زكاري، 1563، روما، كنيسة سان مارسيلو آل كورسو.
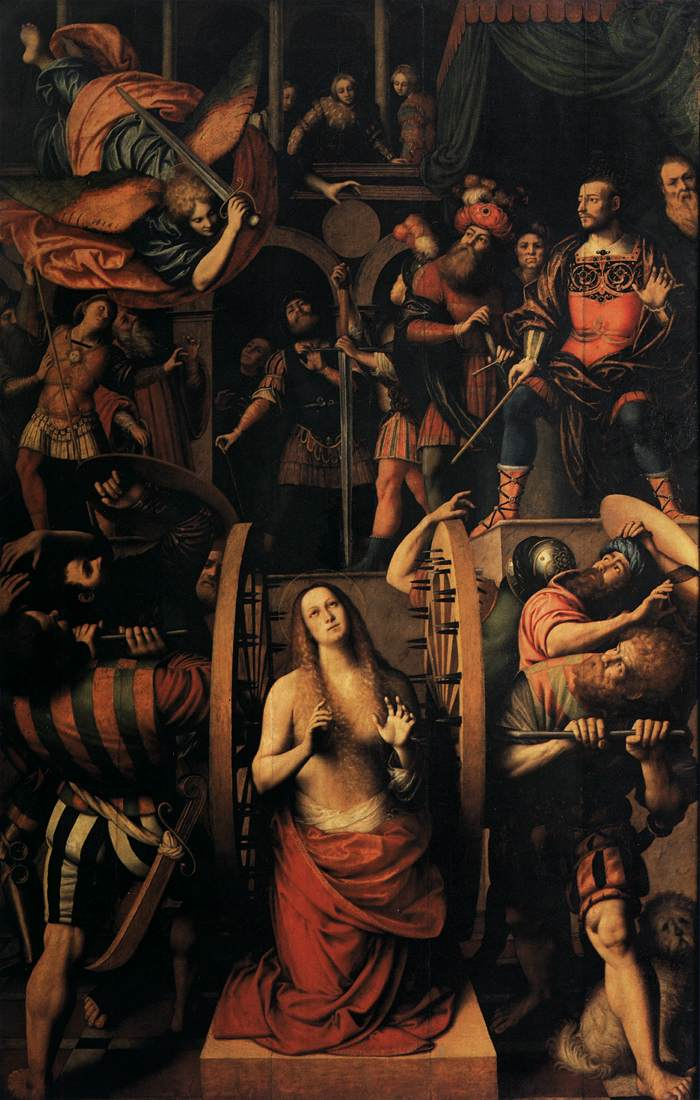
استشهاد القديسة كاترين، بريشة جاودينزيو فيراري، 1540-1543، ميلانو، صالة بريرا للفنون.
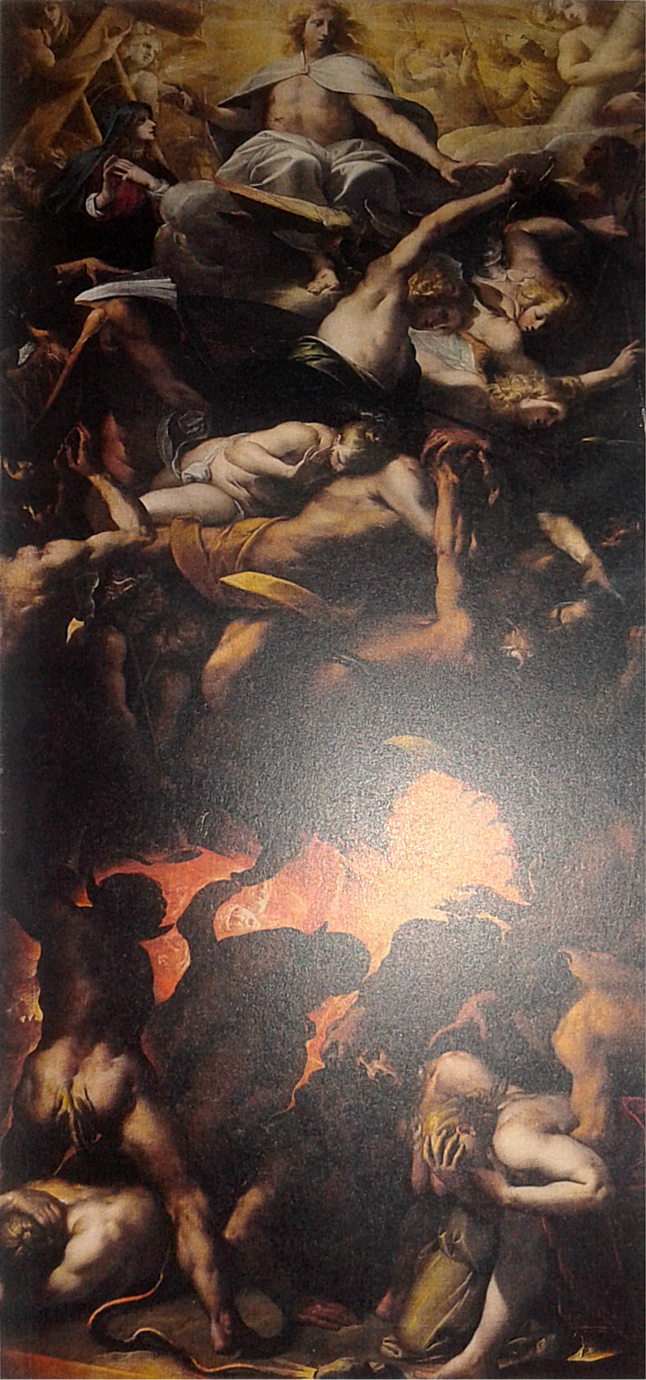
القيامة الأخيرة، بريشة مورازون، حوالي عام 1620، نوفارا، كنيسة الموت الطيب.
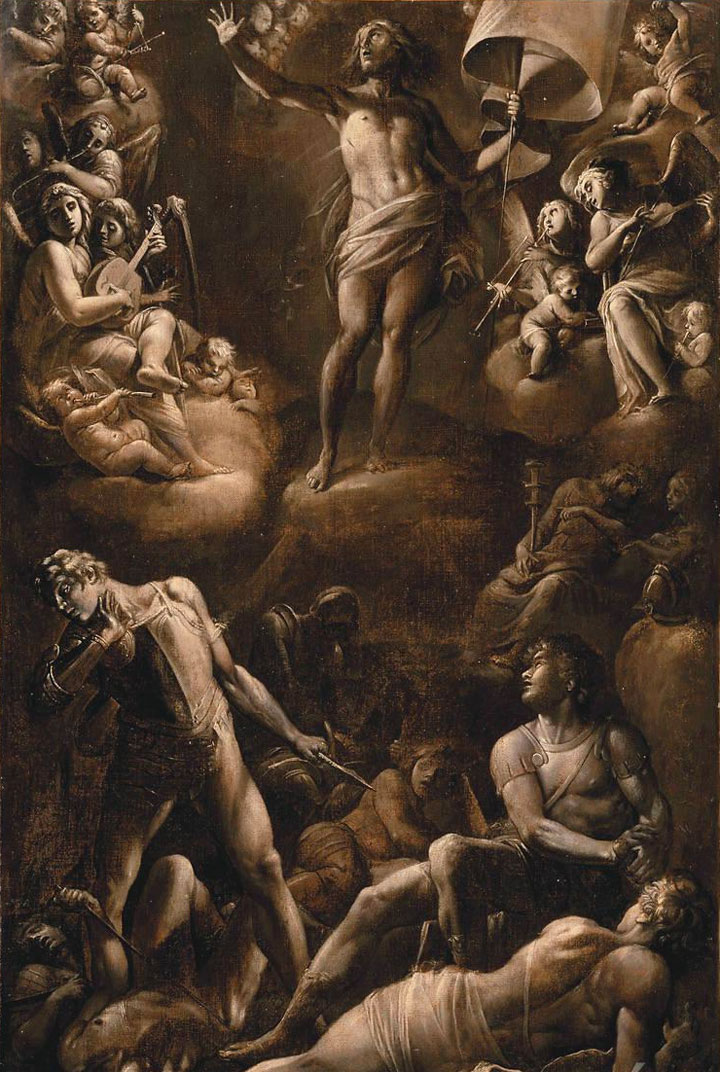
رسم تخطيطي لقيامة المسيح بريشة جيوفاني باجليون حوالي 1603، باريس، متحف اللوفر.
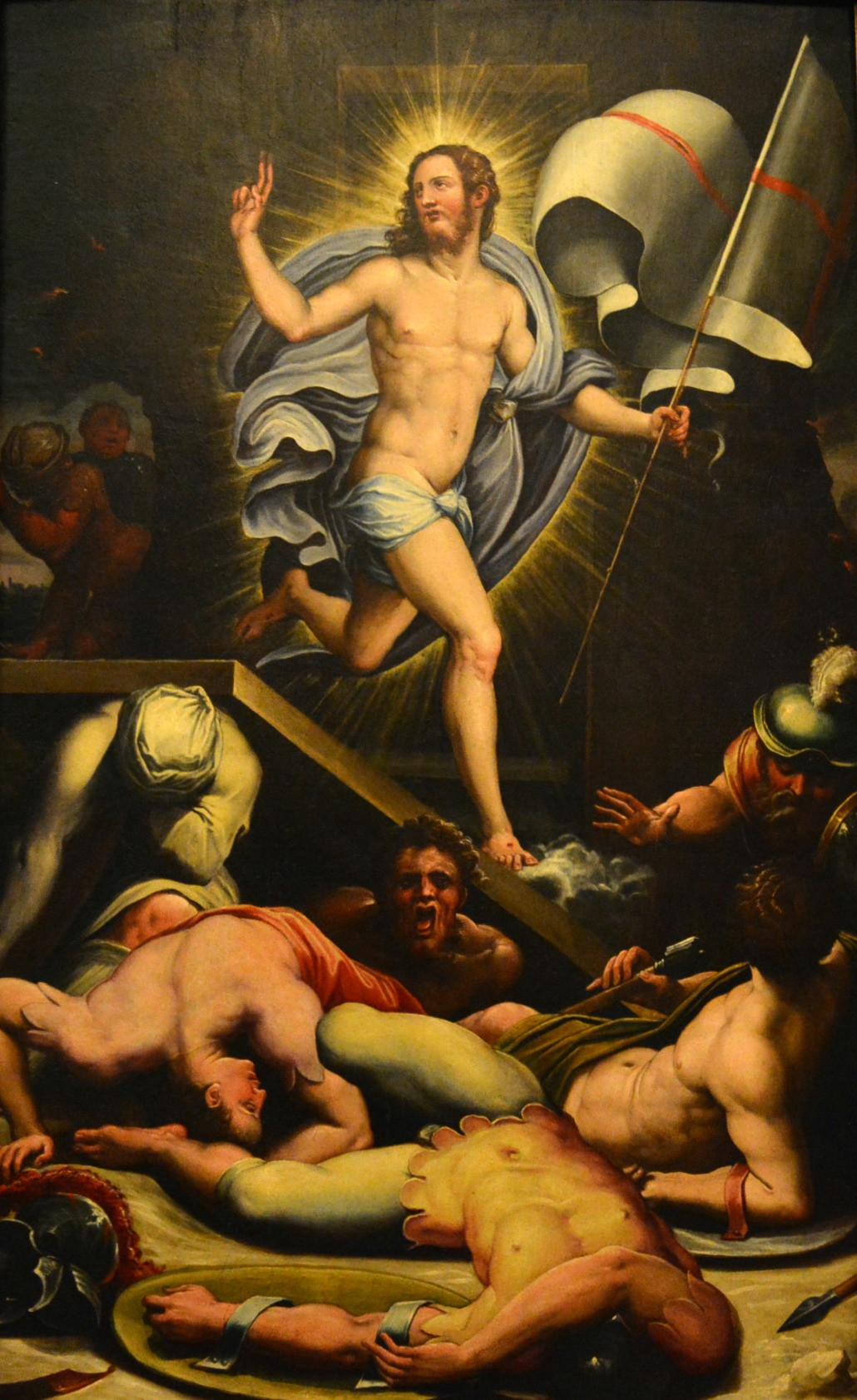
جورجيو فاساري، قيامة المسيح، حوالي عام 1545،نابولي ، متحف كابوديمونتي الوطني.

## المَراجع
1. ↑  Marina Dell’Omo e Sergio Monferrini, Ottavio Nazari, committente di Tanzio da Varallo. Nuovi documenti e ipotesi, in Arte Lombarda (Nuova Serie), Vol. 163, 2011, pp. 46-56.
2. 1 2  Maurizio Cecchetti, Testori tra angeli e supereroi, articolo pubblicato sul quotidiano Avvenire, edizione del 28 aprile 1999.
3. ↑  Luisa Arrigoni, Pinacoteca di Brera. Guida ufficiale, Milano, 1999, p. 142.
4. ↑  Filippo Maria Ferro, Sennacherib sconfitto dall'Angelo, in Marco Bona Castellotti (a cura di), Tanzio da Varallo. Realismo, fervore e contemplazione in un pittore del Seicento, Catalogo della mostra Milano, Palazzo Reale 13 aprile-16 luglio 2000, Milano, 2000, pp. 143-144.
5. 1 2  Filippo Maria Ferro, Tanzio e l’angelo, in Marco Bona Castellotti (a cura di), Tanzio da Varallo. Realismo, fervore e contemplazione in un pittore del Seicento, op. cit., pp. 24-28.
6. ↑  Più in generale l'intera cappella dell'Angelo custode di Tanzio sembra essere, anche, una risposta alla cappella della Buona Morte per la quale il Morazzone, oltre al Giudizio, dipinse gli affreschi con un'organizzazione dello spazio pittorico prossima a quella seguita dal valsesiano un decennio dopo.
7. 1 2 3  Marco Bona Castellotti, Introduzione alla mostra, in Marco Bona Castellotti (a cura di), Tanzio da Varallo. Realismo, fervore e contemplazione in un pittore del Seicento, op. cit., pp. 10-14.
8. ↑  Sembra che il giovane Tanzio abbia collaborato al ciclo di affreschi del transetto della كاتدرائية القديس يوحنا اللاتراني, è plausibile quindi che conoscesse la decorazione dell'adiacente Scala Santa.
9. ↑  Saggio pubblicato nel catalogo della mostra sul Seicento lombardo, Milano, 1973, e riedito nel volume La realtà della pittura, Milano, 1995.